# Сапетня (промисел)
Сапетня (сапетний завод)  — традиційний козацький промисел по вилову і переробці риби. В сапетнях рибу: сушили, солили, в'ялили, варили риб'ячий жир
. Назва «сапетня» походить від назви кошиків для риби «сапет», які дуже широко застосовувалися на рибних промислах, існували різні види сапетів, які виготовлялися з різних матеріалів, наприклад плетеної лози чи канатів. Сапетні як правило розміщувалися на великих річках (Дніпро, Південний Буг, Кальміус). Сапетні були важливою складовою харчової промисловості України, будучи основними постачальниками риби і риб'ячого жиру.